# Pokolj u Lovincu 8. kolovoza 1991.
Pokolj u Lovincu dogodio se 5. kolovoza 1991.. Pripadnici pobunjenih Srba izveli (su) kombinirani minobacačko-pješački napad na Lovinac. U tom napadu ubili su Milana Sekulića, pripadnika pričuvnog sastava MUP-a, više mještana Hrvata su odveli, a veći broj hrvatskih obiteljskih kuća zapalili. Nakon deset dana, tražeći izgubljenu stoku Mićo Račić je pronašao u žbunju pokraj ceste, dva kilometra od njihovih kuća, mučene i izmasakrirane odvedene Hrvate: Martina Šarića, Ivana Ivezića, Juru Sekulića, Stipu Katalinića i Marka Pavičića.

## Sudski postupak
Na Županijskom sudu u Rijeci 17. listopada 2006. je započeo treći (drugi ponovljeni) postupak u predmetu br. K-48/06 Optužnica okrivljene tereti da su 5. kolovoza 1991. godine minobacačkom vatrom napali selo Lovinac, upali u mjesto spaljujući kuće i gospodarske objekte, pri tome su jednog sumještanina (Milana Sekulića) ubili odmah, a šestorica su odvedena, dok su petoricu (Stjepana Katalinića, Juru Sekulića, Marka Pavičića, Ivana Ivezića i Martina Šarića) kasnije ubili.
Nakon prekida koji je trajao dulje od tri godine, i odustanka tužiteljstva od optužbe protiv svih optuženika osim prvooptuženog Radoslava Čubrila, 2011. godine s glavnom raspravom započelo se iznova.
Okrivljeni Radoslav Čubrilo po trenutačnim podatcima stanuje u Beogradu. Predsjednikom je Ravnogorske četničke organizacije te vojni je umirovljenik Republike Srbije. Zakon o oprostu koji je donesen prije, abolirao je Čubrila za oružanu pobunu protiv RH.
18. listopada 2011. godine Županijski je sud osudio nepravomoćno osudio u odsutnosti okrivljenog Radoslava Čubrila na kaznu 15 godina zatvora za ratni zločin (maksimalnu kaznu predviđenu za ovakvo nedjelo) u Lovincu. Objašnjene presude je bilo to da je okrivljeni Čubrilo 5. kolovoza 1991. zajedno sa skupinom iz postrojbe kojoj je bio zapovjednik, t.zv. Velebitske jedinice, u nepoznatom pravcu odveo Marka Pavičića, Ivana Ivezića, Juru Sekulića, Stjepana Katalinića, i Martina Sekulića; ustrijeljeni su s leđa, čija su tijela pronađena poslije uz željezničku prugu Gračac-Gospić. Krunski svjedok je bila osoba koju su četnici također uhitili, ali je ostao živ zato što su ga pustili iz razloga da bi mogao otići u lovinačku policijsku postaju prenijeti pobunjenički zahtjev da se snage MUP-a RH povuku iz tog kraja. Radu Čubrila je 20. ožujka 1994. na Romaniji, Vojislav Šešelj proglasio četničkim vojvodom.